# Johnny & Rijk

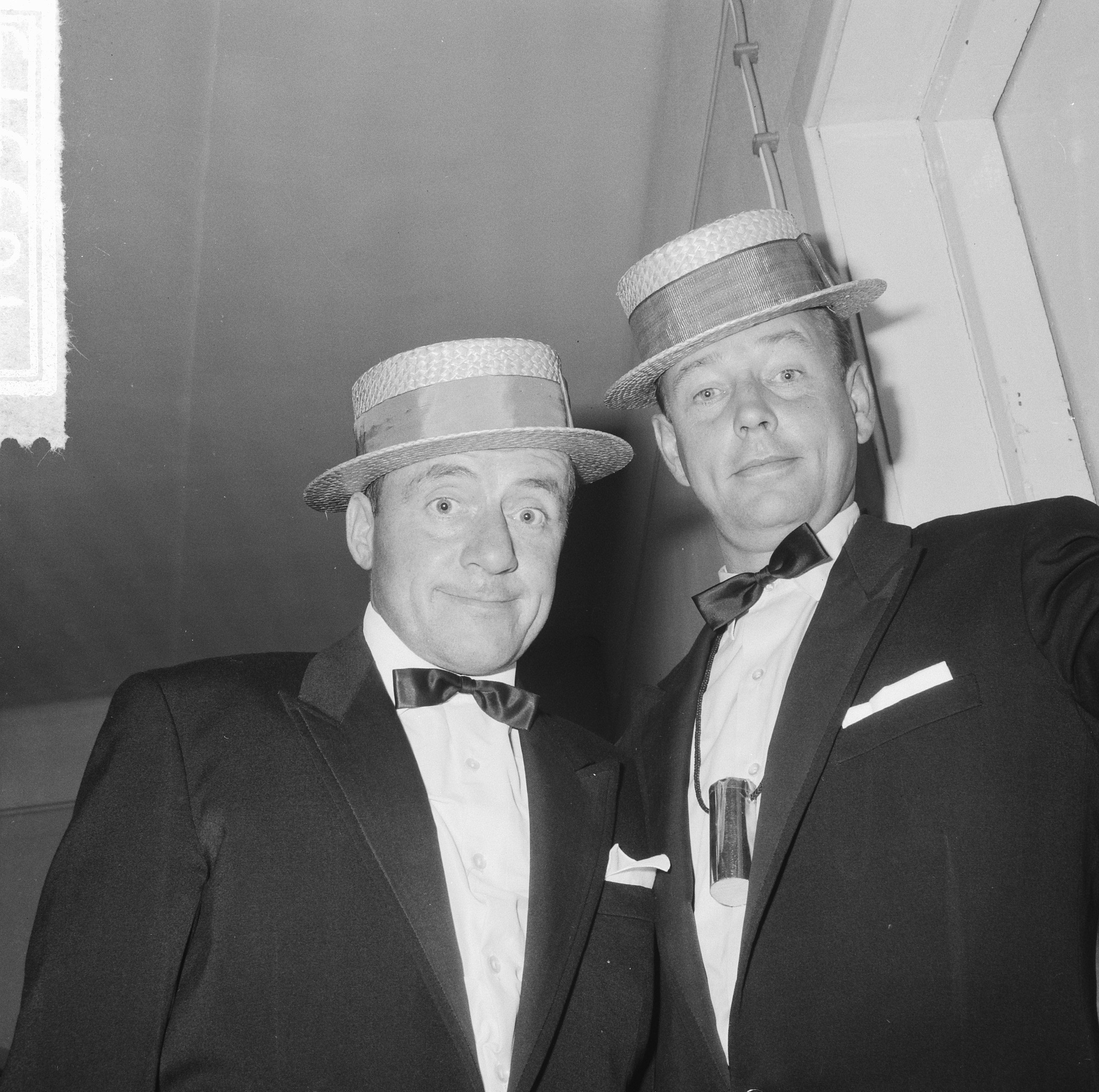
Johnny Kraaijkamp en Rijk de Gooyer in 1964

Johnny en Rijk was een komisch duo, bestaande uit Johnny Kraaijkamp en Rijk de Gooyer, dat sinds de jaren vijftig samenspeelde in tv-shows, het theater, tv-reclame, speelfilms en een televisieserie.

## Geschiedenis
Kraaijkamp begon zijn carrière als zanger en werkte in de jaren vijftig als bassist-entertainer toen hij werd opgemerkt door De Gooyer. De beide heren deelden een voorkeur voor practical jokes en andere ongein. De twee besloten vanaf 1956 samen te gaan optreden en namen het nummer Twee jongens en een gitaar op. Andere liedjes zouden later nog volgen, waaronder Het goudgele strand van Ameland en Wij zijn twee eenzame cowboys. In 1967 hadden ze een carnavalshit met De bostella over de dansstijl bostella, wat hen in 1968 een gouden plaat opleverde, en Pa wil niet in bad.
Kraaijkamp en De Gooijer maakten naam in het schnabbelcircuit als Johnny en Rijk. Rijk speelde de handige jongen (de aangever), Johnny de schlemiel.
Na een aantal jaren samen op het toneel stopte het duo in 1958 tijdelijk met de samenwerking. Samen met Betsy Smeets voerden ze in 1958 nog wel de voorstelling "Slaap kindje, slaap" op. In 1962 waren ze voor het eerst weer samen te zien tijdens Open het Dorp.
Vanaf 1964 maakte ze samen voor de AVRO het programma Johnny en Rijk - Een paar apart. Het programma met komische sketches, bestond grotendeels uit vertaald materiaal, gebaseerd op de teksten van het Engelse komische duo Morecambe and Wise, met Kraaijkamp in de rol van de bijdehante Eric Morecambe en De Gooyer als de aangever. Later zouden ze samen nog het programma Weekendshow maken. Tussen 1970 en 1972 presenteerden ze op de Duitse zender ZDF de veertiendelige komische televisieserie Spaß durch 2. Deze shows werden ook in het Nederlands uitgezonden door de KRO, tussen 10 oktober 1971 en 11 maart 1973. Hierna stopte hun samenwerking in televisieshows.
In 1973 ging de speciaal voor Johnny & Rijk geschreven speelfilm Geen paniek (1973) in première. De film flopte en het plan om nog twee Johnny & Rijk-films te maken ging niet door.
In latere jaren zouden Kraaijkamp en de Gooyer nog samen optreden, onder andere in de film  Zwaarmoedige verhalen voor bij de centrale verwarming (1975), en in de series De Brekers en Beppie. Daarin zijn echter ze niet het duo Johnny & Rijk. 
Voor modeketen C&A deden ze eind jaren tachtig samen nog enkele reclames.
Hun laatste optreden als duo was in een nieuwjaarsshow voor televisie in 1991.